# The Arista Years
The Arista Years je kompilační album skupiny Grateful Dead. Na albu se nachází skladby z koncertních a studiových alb, vydaných u společnosti Arista Records v letech 1977–1990. Album vyšlo 15. října 1996.

## Seznam skladeb
| Disk 1 | Disk 1                    | Disk 1                     | Disk 1 |
| Pořadí | Název                     | Autor                      | Délka  |
| ------ | ------------------------- | -------------------------- | ------ |
| 1.     | Estimated Prophet         | Barlow, Weir               | 5:37   |
| 2.     | Passenger                 | Lesh, Monk                 | 2:49   |
| 3.     | Samson and Delilah        | traditional                | 3:27   |
| 4.     | Terrapin Station (medley) | Garcia, Hunter             | 16:20  |
| 5.     | Good Lovin'               | Resnick, Clark             | 4:48   |
| 6.     | Shakedown Street          | Garcia, Hunter             | 4:59   |
| 7.     | Fire on the Mountain      | Hart, Hunter               | 3:46   |
| 8.     | I Need a Miracle          | Barlow, Weir               | 3:33   |
| 9.     | Alabama Getaway           | Garcia, Hunter             | 3:35   |
| 10.    | Far from Me               | Mydland                    | 3:39   |
| 11.    | Saint of Circumstance     | Barlow, Weir               | 5:40   |
| 12.    | Dire Wolf                 | Garcia, Hunter             | 3:21   |
| 13.    | Cassidy                   | Barlow, Weir               | 4:33   |
| 14.    | Feel Like a Stranger      | Barlow, Weir               | 5:47   |
| 15.    | Franklin's Tower          | Garcia, Hunter, Kreutzmann | 5:37   |

| Disk 2         | Disk 2               | Disk 2                | Disk 2 |
| Pořadí         | Název                | Autor                 | Délka  |
| -------------- | -------------------- | --------------------- | ------ |
| 1.             | Touch of Grey        | Garcia, Hunter        | 5:48   |
| 2.             | Hell in a Bucket     | Barlow, Weir          | 5:36   |
| 3.             | West L.A. Fadeaway   | Garcia, Hunter        | 6:37   |
| 4.             | Throwing Stones      | Barlow, Weir          | 7:19   |
| 5.             | Black Muddy River    | Garcia, Hunter        | 5:57   |
| 6.             | Foolish Heart        | Garcia, Hunter        | 5:10   |
| 7.             | Built to Last        | Garcia, Hunter        | 5:03   |
| 8.             | Just a Little Light  | Barlow, Mydland       | 4:41   |
| 9.             | Picasso Moon         | Barlow, Bralove, Weir | 6:40   |
| 10.            | Standing on the Moon | Garcia, Hunter        | 5:20   |
| 11.            | Eyes of the World    | Garcia, Hunter        | 16:25  |
| Celková délka: | Celková délka:       | Celková délka:        | 152:07 |

## Sestava
- Jerry Garcia – sólová kytara, zpěv
- Bob Weir – rytmická kytara, zpěv
- Phil Lesh – basová kytara
- Brent Mydland – klávesy, zpěv
- Keith Godchaux – klávesy, zpěv
- Donna Jean Godchaux – zpěv
- Bill Kreutzmann – zpěv
- Mickey Hart – bicí
- Branford Marsalis – sopránsaxofon, tenorsaxofon
- Jordan Amarantha – perkuse
- Matthew Kelly – harmonika, harfa
- Tom Scott – saxofon, lyricon